# Friends-International
Friends-International  — міжнародна недержавна організація зі штаб-квартирою у Пномпені, Камбоджа, яка займається комплексним захистом маргіналізованих дітей та підлітків з бідних сімей Камбоджі, Індонезії, Лаосу, Таїланду, Філіппін, М'янми, Гондурасу, Мексики та Єгипту шляхом створення належних умов через доступ до освіти та праці з використання соціальних бізнес-моделей.

## Історія
Організація заснована у 1994 році у Камбоджі з метою соціальної інтеграції дітей з проблемних сімей. З часу заснування реалізувала програми у сфері освіти, благоустрою та інтеграції в суспільство для безпритульних дітей, сиріт, наркоманів, токсикоманів, біженців, нелегальних мігрантів, жертв сімейного насилля та працівників секс-індустрії. Свою діяльність організація здійснює через чотири основних програми.

## Програми
- Friends Programs
- ChildSafe Movement
- ChildSafe Alliance
- Friends Social Business